# Horní Světlá (Mařenice)

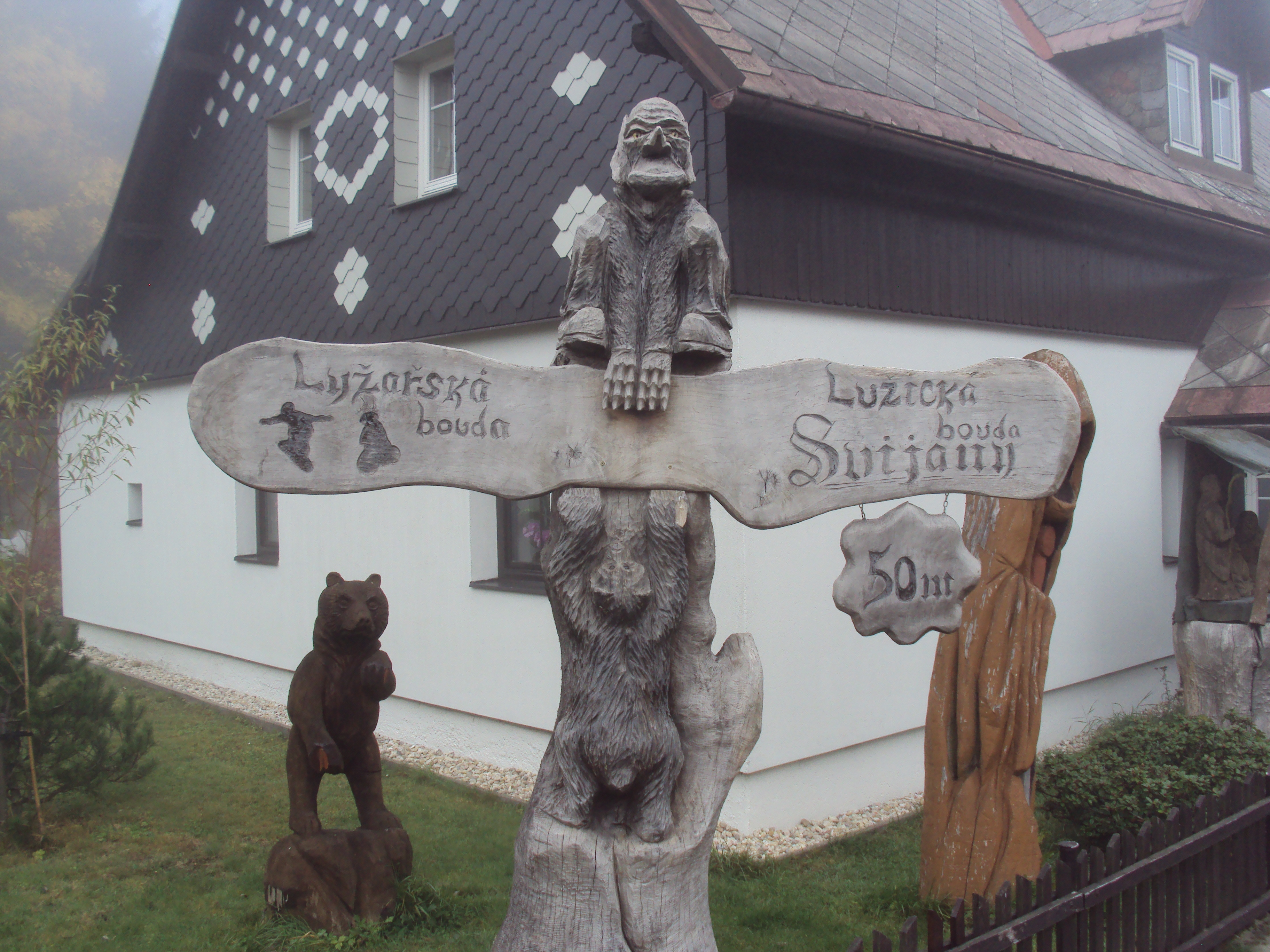
Wegweiser in Myslivny

Horní Světlá, bis 1946 Horní Lichtenwald (deutsch Ober Lichtenwalde) ist ein Ortsteil der Gemeinde Mařenice in Tschechien. Er liegt sieben Kilometer nördlich von Cvikov an der deutschen Grenze und gehört zum Okres Česká Lípa.

## Geographie
Horní Světlá erstreckt sich im Lausitzer Gebirge in der seichten Talmulde des Lichtenwalder Baches, eines rechten Zuflusses zur Svitávka (Zwittebach). Nördlich erheben sich die Lausche (Luž, 793 m) und der Sonneberg (627 m), im Nordosten der Buchberg (652 m) und der Heideberg mit den Rabensteinen (Krkavčí kameny, 543 m), östlich der Plešivec (Plissenberg, 653 m), im Südosten der Soví vrch (Olbenberg, 491 m), südlich der Kamenný vrch (Steinberg, 586 m) und der Suchý vrch (Dürrberg, 638 m), im Südwesten die Kobyla (Hengstberg, 627 m) und der Malý Stoh (552 m), westlich der Bouřný (Friedrichsberg, 703 m) und die Kopřivnice (Nesselsberg, 638 m), sowie im Nordwesten der Čihadlo (Stückeberg, 664 m), der Pěnkavčí vrch (Finkenkoppe, 792 m) und die Vyhlídka (Weberberg, 711 m). Gegen Süden liegt im Tal des Hamerský potok (Hammerbach) die Talsperre Naděje.
Nachbarorte sind Myslivny und Waltersdorf im Norden, Saalendorf und Jonsdorf im Nordosten, Dolní Světlá im Osten, Juliovka und Mařenice im Südosten, Hamr, Naděje und Cvikov im Süden, Svor, Rousínov und Kytlice im Südwesten, Nová Huť und der Bahnhof Jedlová im Westen sowie Rozhled, Lesné, Kateřina und Dolní Podluží im Nordwesten.

## Geschichte
Seit dem Beginn des 14. Jahrhunderts lassen sich in den Wäldern des Lausitzer Gebirges Waldglashütten nachweisen. In der nachfolgenden Zeit ließen die böhmischen Könige den alten Grenzwald besiedeln. Dabei wurden wahrscheinlich zwei von den Glashütten hinterlassene Schläge kolonisiert. Die erste schriftliche Erwähnung des zur Burg Mühlstein gehörigen Dorfes Lichtenwald erfolgte im Jahr 1391. Die Ansiedlung bestand aus zwei räumlich voneinander getrennten Teilen; das untere Dorf lag im Tal des Zwittebaches und das obere Dorf in der Quellmulde des diesem von rechts zufließenden Lichtenwalder Baches. Im Jahr 1532 vereinigten die Herren Berka von Dubá die Herrschaft Mühlstein mit der Herrschaft Reichstadt. Im Jahr 1612 erwarb Johann von Kolowrat-Nowohradsky die Herrschaft Reichstadt. Dessen Witwe Anna Magdalena heiratete 1632 Julius Heinrich von Sachsen-Lauenburg. Mit dem Tode des Herzogs Julius Franz von Sachsen-Lauenburg erlosch das Geschlecht der Herzöge von Sachsen-Lauenburg 1689 im Mannesstamme. Durch Heirat und Erbschaft gelangte die Herrschaft Reichstadt an verschiedene Eigentümer; unter diesen die Grafen von Pfalz-Neuburg aus dem Hause Wittelsbach, Ferdinand Maria von Bayern, an die Familie des Erzherzogs Ferdinand von Toskana aus dem Hause Habsburg-Lothringen und schließlich an Napoleon Franz Bonaparte. Zu Ende des 18. Jahrhunderts entstand die Holzfällersiedlung Jägerdörfel. 1823 errichtete Karl Friedrich Matthes aus Waltersdorf auf der sächsischen Seite des Lauschegipfels eine hölzerne Baude.
Im Jahr 1832 bestand Ober-Lichtewalde aus 108 Häusern mit 783 deutschsprachigen Einwohnern. Im Ort gab es eine Schule. Abseits lag das Jägerdörfel – ein herrschaftliches Jägerhaus und etwa 20 Häuser, die sich südlich des Lauschegipfels um eine Felskuppe gruppierten. Die Bewohner lebten vornehmlich von Flachsanbau, Flachsspinnerei und Hausweberei, einige arbeiteten als Holzfäller und Tagelöhner. Pfarrort war Groß-Mergthal. Bis zur Mitte des 19. Jahrhunderts blieb Ober-Lichtewalde der Allodialherrschaft Reichstadt untertänig.
Nach der Aufhebung der Patrimonialherrschaften bildete Ober-Lichtewalde / Horní Lichtenwald ab 1850 mit dem Ortsteil Nieder-Lichtewalde und der Siedlung Jägerdörfel eine Gemeinde im Bunzlauer Kreis und Gerichtsbezirk Zwickau. In der Ortsmitte von Ober-Lichtewalde wurde 1856 eine Kapelle errichtet. Ab 1868 gehörte Ober-Lichtewalde zum Bezirk Gabel. Im Jahr 1869 lebten in der Gemeinde Ober-Lichtewalde 1813 Personen. Die schlechten wirtschaftlichen Verhältnisse in dem Weberdorf führten zu einer starken Abwanderung. Im Jahr 1874 löste sich Nieder-Lichtewalde von Ober-Lichtewalde los und bildete eine eigene Gemeinde.
Im Zuge der zum Ausgang des 19. Jahrhunderts einsetzenden touristischen Erschließung des Lausitzer Gebirges entwickelte sich der Ort zu einer Sommerfrische, die von Ausflüglern aus Böhmen und Sachsen aufgesucht wurde. Mit der 1882 errichteten neuen Lauschebaude wurde die sächsisch-böhmische Grenze überbaut; der böhmische Teil bekam die Anschrift Ober-Lichtewalde 143, während der sächsische Teil die Adresse Waltersdorf 334 erhielt. Auf der böhmischen Seite der Wache entstanden das Gasthaus Deutsche Wacht, das für gewöhnlich Zur Wache genannt wurde, sowie eine Trafik. 1890 bestand Ober-Lichtewalde aus 146 Häusern und hatte 714 deutschsprachige Einwohner. Vor dem Ersten Weltkrieg entwickelte sich Ober-Lichtewalde auch zu einem Treffpunkt von Wintersportlern; als erste Abfahrtsstrecke entstand zu dieser Zeit der Hang 13 am Südosthang der Lausche. 1922 wurde das Dorf an das Elektrizitätsnetz angeschlossen. Im Jahr 1930 lebten in der Gemeinde Ober-Lichtenwalde mit dem Weiler Jägerdörfel, einem Anteil von Hammer sowie den Einschichten Lausche und Wache 518 Personen. Am 22. September 1938 überfielen Angehörige des Sudetendeutschen Freikorps das tschechoslowakische Zollamt an der Wache und hielten es bis zum nächsten Tag besetzt. Nach dem Münchner Abkommen erfolgte 1938 die Angliederung an das Deutsche Reich; bis 1945 führte die Gemeinde den amtlichen Namen Ober Lichtenwalde und gehörte zum Landkreis Deutsch Gabel. 1939 hatte Ober Lichtenwalde 463 Einwohner. Nach dem Ende des Zweiten Weltkrieges kam Horní Lichtenwald zur Tschechoslowakei zurück und wurde 1946 in Horní Světlá umbenannt. Die Lauschebaude brannte am 8. Januar 1946 nieder. In den Jahren 1946 und 1947 wurden die meisten deutschböhmischen Bewohner vertrieben. Die Grenze nach Deutschland wurde 1947 geschlossen. 1948 wurden Dolní Světlá und Horní Světlá zu einer Gemeinde Světlá pod Luží vereinigt und diese im Zuge der Aufhebung des Okres Německé Jablonné dem Okres Nový Bor zugeordnet. Die Kapelle wurde 1949 abgerissen. Im Jahr 1950 lebten in Světlá pod Luží nur noch 171 Menschen. Zu Beginn der 1950er Jahre wurde die Grenze zur DDR mit Stacheldraht versperrt und die in der Grenzzone gelegenen Häuser an der Wache gesprengt. 1960 kam Světlá pod Luží zum Okres Česká Lípa. Seit den 1960er Jahren wurden zahlreiche der unbewohnten Häuser als Wochenendhäuser wieder instand gesetzt. 1966 wurde die Gemeinde Světlá pod Luží aufgelöst und ihre Ortsteile der Gemeinde Krompach zugeschlagen. Seit 1981 gehört Horní Světlá als Ortsteil zu Mařenice.
1991 hatte Horní Světlá 21 Einwohner. Im Jahr 2001 bestand das Dorf aus 75 Wohnhäusern, in denen 43 Menschen lebten. Insgesamt besteht der Ort aus 123 Häusern, von denen die meisten nicht ständig bewohnt sind.
Nördlich von Horní Světlá liegen die Skiareale Na třináctce (Hang 13) und U Pitkina mit Liftbetrieb.

## Ortsgliederung
Der Ortsteil Horní Světlá besteht aus den Grundsiedlungseinheiten Horní Světlá und Myslivny (Jägerdörfel), er bildet den Katastralbezirk Horní Světlá pod Luž. Auf seinem Gebiet liegen außerdem einige Häuser von Hamr (Hammer) sowie die Wüstungen Luž (Lausche) und Stráž (Wache).

## Sehenswürdigkeiten
- zahlreiche Umgebindehäuser
- Lausche
- Talsperre Naděje
- Gedenkstein für den 1913 beim Holzfällen erschlagenen Forstarbeiter Wenzel Roebisch, genannt Teichwenz, an der Kopřivnice[7]